# Serafin (Zaliznicki)
Serafin, imię świeckie Wasyl Zaliznycki (ur. 16 stycznia 1953 w Łosiatynie) – biskup Ukraińskiego Kościoła Prawosławnego Patriarchatu Moskiewskiego.

## Życiorys
Ukończył technikum gospodarstwa wiejskiego w Krzemieńcu, po czym pracował w kołchozie jako agronom. W 1975 rozpoczął naukę w moskiewskim seminarium duchownym, a po jego ukończeniu podjął wyższe studia teologiczne w Moskiewskiej Akademii Duchownej, której dyplom uzyskał w 1983. 24 lutego 1985 został wyświęcony na diakona, zaś 3 marca tego samego roku – na kapłana. Został wyznaczony do pracy duszpasterskiej w parafii św. Marii Magdaleny w Białej Cerkwi. Został również dziekanem dekanatu białocerkiewskiego.
31 lipca 1994 złożył wieczyste śluby zakonne. Następnego dnia odbyła się jego chirotonia na biskupa białocerkiewskiego i bogusławskiego. 31 maja 2007 został przeniesiony na katedrę sewerodoniecką. Już 4 czerwca tego samego roku biskup został na własną prośbę przeniesiony w stan spoczynku. Złożył śluby wielkiej schimy, przyjmując imię Sergiusz. Jego stałym miejscem pobytu była początkowo ławra Świętogórska. Następnie wyjechał do Moskwy i tam został proboszczem parafii Wprowadzenia Matki Bożej do Świątyni w Lefortowie. W 2016 Święty Synod Ukraińskiego Kościoła Prawosławnego mianował go biskupem pomocniczym eparchii tarnopolskiej z tytułem biskupa szumskiego oraz rektorem seminarium duchownego przy ławrze Poczajowskiej.
W 2018 r. przeniesiony na katedrę iwano-frankiwską. 25 czerwca 2019 r. podniesiony do godności arcybiskupa. 17 sierpnia 2021 r. otrzymał godność metropolity.